# Віторія (футбольний клуб, Гімарайнш)
Спорти́вний клуб «Віто́рія» (порт. Vitória Sport Clube) — професіональний португальський футбольний клуб з міста Гімарайнша, яке розташоване за 40 км на північний схід від Порту. Клуб має футбольну, баскетбольну та волейбольну секції. Клуб засновано у 1922 році. Футбольний клуб часто називають «Віторія Гімарайнш» (порт. Vitória de Guimarães), щоб не плутати з іншим клубом «Віторія» із Сетубала.

## Історія

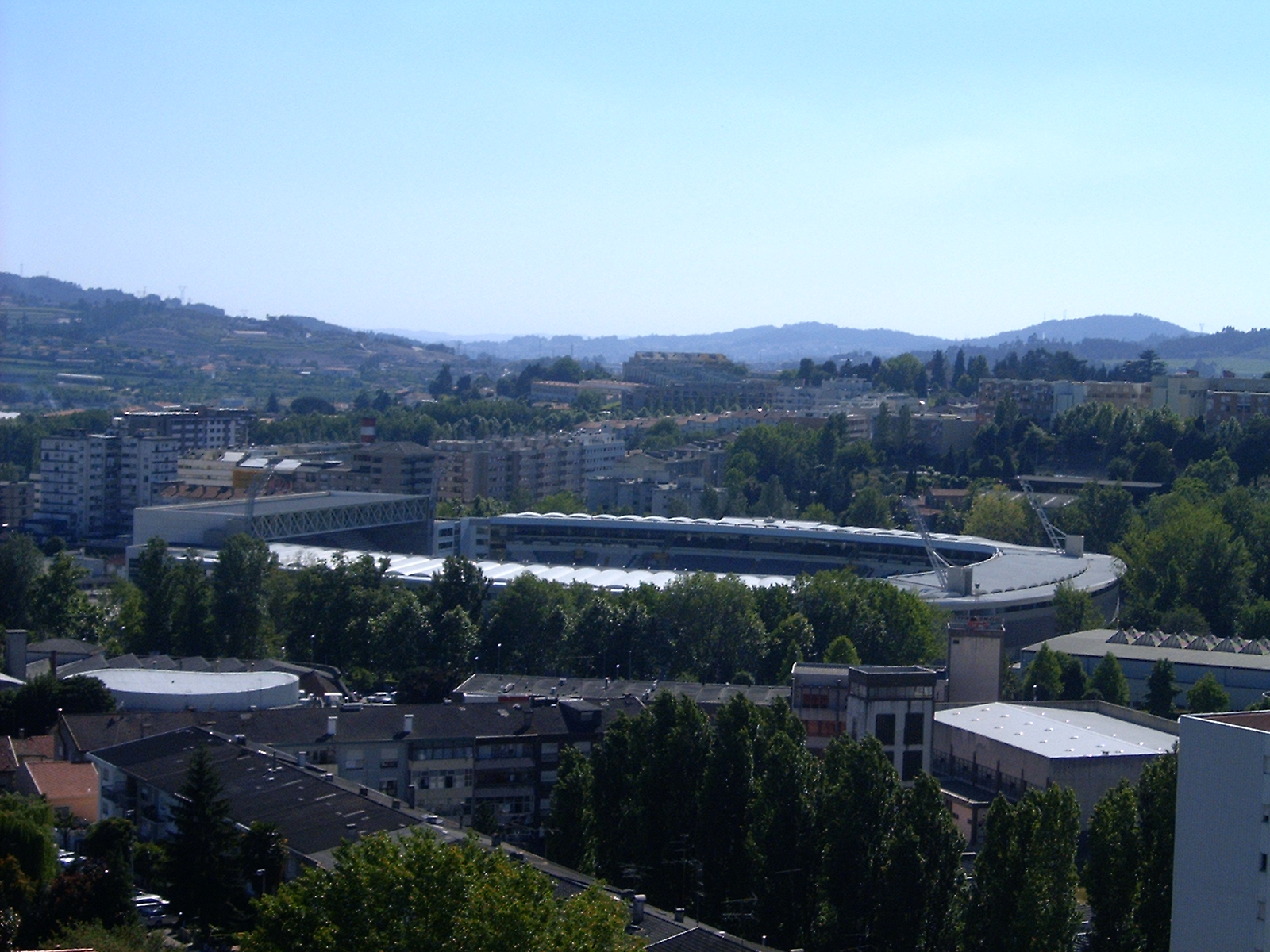
Стадіон «Афонсу-Енрікеш» — домашня арена «Віторії»

Команда жодного разу не вигравала Кубок або чемпіонат Португалії. Проте, клуб є одним з найшанованіших у Португалії. Команда грає у вищому дивізіоні чемпіонату Португалії з 1941 року, і лише одного разу вибувала до нижчої ліги (2005—2006). Команда часто грає у Кубку УЄФА.
У сезоні 2006—2007 команда мала величезні проблеми, і займала 10 місце у Другому дивізіоні. Проте, у міжсезонні відбулися зміни у керівництві та тренерському складі (головним тренером став Мануел Кажуда). Це дозволило команді зайняти друге місце і повернутися до Прімейри.
У сезоні 2007—2008 команда посіла 3-є місце, що дало їй змогу вийти до третього кваліфікаційного раунду Ліги чемпіонів 2008—2009. Команда програла швейцарському «Базелю» за сумою двох матчів, і продовжила виступи у першому раунді Кубка УЄФА, потрапивши на англійський «Портсмут». Віторія програла англійцям 4:2 у додатковому часі.

## Досягнення
Чемпіонат Португалії:
- Найкраще досягнення (4): 3-тє місце - 1969, 1987, 1998, 2008

Кубок Португалії:
- Володар (1): 2013
- Фіналіст (6): 1942, 1963, 1976, 1988, 2011, 2017

Суперкубок Португалії:
- Володар (1): 1988
- Фіналіст (3): 2011, 2013, 2017

Кубок УЄФА:
- Чвертьфіналіст (1): 1986/87

## Склад команди
Станом на 29 квітня 2025 
| №  | Поз. | Нац.       | Гравець                |
| -- | ---- | ---------- | ---------------------- |
| 2  | ЗХ   | Португалія | Мігель Мага            |
| 3  | ЗХ   | Венесуела  | Мікель Вільянуева      |
| 7  | НП   | Португалія | Нелсон Олівейра        |
| 8  | ПЗ   | Португалія | Томас Хандел           |
| 9  | НП   | Венесуела  | Хесус Рамірес          |
| 10 | ПЗ   | Португалія | Тьягу Сілва            |
| 13 | ЗХ   | Португалія | Жоао Мендес            |
| 14 | ВР   | Кабо-Верде | Бруну Варела (капітан) |
| 15 | ЗХ   | Іспанія    | Оскар Рівас            |
| 17 | ПЗ   | Португалія | Жоао Мендеш            |
| 18 | НП   | Кабо-Верде | Тельмо Арканжо         |

| №  | Поз. | Нац.         | Гравець         |
| -- | ---- | ------------ | --------------- |
| 20 | ПЗ   | Португалія   | Саму            |
| 21 | НП   | Гвінея-Бісау | Вандо Фелікс    |
| 22 | ЗХ   | Бразилія     | Хеверттон       |
| 24 | ЗХ   | Хорватія     | Тоні Боревкович |
| 27 | ВР   | Бразилія     | Шарль Сілва     |
| 71 | НП   | Бразилія     | Густаво Сілва   |
| 76 | ЗХ   | Ангола       | Бруну Гашпар    |
| 77 | ПЗ   | Португалія   | Нуно Сантос     |
| 79 | НП   | Португалія   | Хосе Біка       |
| 85 | НП   | Португалія   | Умару Ембало    |
| 86 | НП   | Канада       | Дьюмерсі Мішель |